# زوبراكسكوب

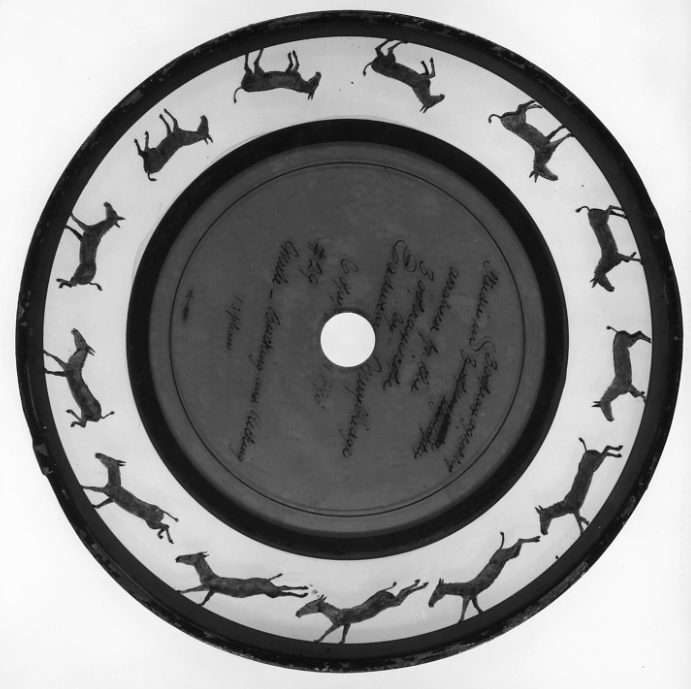
قرص الزوبراكسكوب الزجاجي.

الزوبراكسكوب (بالإنجليزية: Zoopraxiscope)‏ هو جهاز بدائي لعرض الصور المتحركة. اخترع الجهاز من قبل رائد التصوير الفوتوغرافي إيدوريد مايبريدج عام 1879م. يُعد الزوبراكسكوب أول جهاز لعرض الصور المتحركة ويقوم بذلك عن طريق إدارة قرص زجاجي بشكل اندفاعي سريع لإعطاء تأثير الحركة للصور المطبوعة على القرص الزجاجي، على شكل ظلال. جاءت النسخة الثانية من الجهاز بين عامي 1892-1894م حيث استخدمت للصور الفوتوغرافية حيث ترسم أطرافها أولاً ثم تلون يدوياً. بعض الصور المحركة عالية التعقيد، ممكنة العديد من التركيبات والاندماجات الممكنة بين حركة الإنسان والحيوان. كان الجهاز مرتبطًا بمناظير الخداع البصري الأخرى البارزة واستخدم بعض أقراص الغلق المعدنية المشقوقة التي كانت قابلة للتبديل لأقراص صور مختلفة أو تأثيرات مختلفة على الشاشة.
ألهم هذا الجهاز توماس أديسون وويليام كيندي دكسون لصنع جهاز منظار الحركة.

## التركيب
الزوبراكسكوب مكون من جزئين رئيسين:
- آلة العرض: كأي آلة عرض له عدسة ومصباح و مصراع ليتحكم في وضوح الصورة
- القرص: القرص الزجاجي يقوم بعرض صور متتابعة بسرعة القرص يكون عرض الآلة أكثر واقعية، والفيلم يشبه الأفلام المعاصرة إنما هو أقصر، وطول الفيلم في هذه الآلة يختلف من آلة إلى آلة حسب قطر الآلة. و عادة ما يكون قطره 16 بوصة.

## العرض
من قبل كانت صور الفيلم تعرض عن طريق رسمه على الزجاج. و لكن تغيرت الطريقة لعرض صور بالأبيض والأسود. و لكن إن كان العرض ملونًا كان يرسم على الزجاج. و قد استعملت هذه الآلة لعرض كثير من طرق حركة الحيوانات. و أول عرض كان في 1879م.